# Albertson Van Zo Post
Albertson Van Zo Post (* 28. Juli 1866 in Cincinnati; † 23. Januar 1938 in New York City) war ein US-amerikanischer Fechter und zweifacher Olympiasieger. Er ist einer der wenigen Fechter, die mit allen drei Waffen die nationale Meisterschaft gewinnen konnten. 
Bei den Olympischen Spielen 1904 in St. Louis nahm er an allen fünf Fechtwettbewerben teil und konnte in jedem eine Medaille gewinnen. Im Florettfechten gewann er Silber im Einzel. Olympiasieger wurde er im Stockfechten sowie in der Mannschaftswertung des Florettfechtens, bei der er in einer gemischten Mannschaft (Mixed Team) gegen eine US-Auswahl antrat. Das Stockfechten war eine Demonstrationssportart und nur 1904 auf dem olympischen Programm. In den Einzelwettkämpfen mit dem Degen und dem Säbel erreichte er jeweils den dritten Platz. 